# Nanice
Nanice (wg TERYT Wejherowo-Nanice, dawn. Naniec; kaszb. Nańc, niem. Nanitz)  – jedna z czterech dzielnic Wejherowa. Dzieli się na Osiedle Kaszubskie, Osiedle Chopina, Osiedle Przemysłowa i Kąpino Dolne.
W Nanicach znajduje się szpital miejski oraz przystanek trójmiejskiej SKM - Wejherowo Nanice.

## Położenie
Nanice graniczą:
- od północy - z wsią Kąpino w gminie Wejherowo i terenami leśnymi Puszczy Darżlubskiej
- od wschodu - z dzielnicą Śmiechowo
- od południa - z dzielnicą Śródmieście, Dzielnicą Zachodnią i dzielnicą Śmiechowo.
- od zachodu - z Dzielnicą Zachodnią

Ulica Chopina prowadząca z Nanic jest jedyną drogą dojazdu do Kąpina.